# Convento de Santo Domingo (Jaén)
El antiguo Real Convento de Santo Domingo fue un convento dominico español de la ciudad de Jaén, cuyo edificio monumental es actualmente la sede del Archivo Histórico Provincial de Jaén. 

## Historia
Fue fundado en 1382 sobre el antiguo palacio morisco del gobernador de la Cora de Yayyán que el rey Juan I cedió a los dominicos, que crearon el Colegio de Santo Domingo. Una bula del papa Paulo III lo elevó a Estudio General del clero secular en la provincia de Andalucía, a raíz de la donación de cincuenta mil ducados que, mediante testamento, realizó, en 1503, el Ilustre Cavallero Veinticuatro de Jaén, Juan Cerezo y su esposa Francisca Peñalosa. 
En 1629 adquiere el rango de Universidad de Seglares por bula papal de Urbano VIII, convirtiéndose en la Universidad de Santa Catalina Mártir. 
En el siglo XIX, tras la desamortización, pasó a ser Casa de la Beneficencia y posteriormente se convirtió en Hospicio de Hombres desde 1847 hasta 1970. 

### Archivo Histórico Provincial de Jaén
Desde 1989 el edificio es sede del Archivo Histórico Provincial, que inició su actividad en el curso 1953-54. Su primera localización fue en la calle Julio Ángel y después en la Casa de la Cultura (actual Biblioteca Pública), en la calle Santo Reino. 
El Decreto de 8 de marzo de 1931 creaba a nivel normativo y de manera general, todos los Archivos Históricos Provinciales.
En Jaén, las gestiones para llevar a efecto la creación las inició el funcionario del Cuerpo Facultativo don Antonio Alcalá Venceslada, sin que produjeran los resultados apetecidos ya que justificados informes negativos emitidos por el entonces inspector general abortaron los primeros intentos.
En 1952 y a expensas del Instituto de Estudios Giennenses, se trasladaron a unos locales los protocolos notariales de los distritos de Jaén y Andújar. Un grupo de becados, sin conocimientos específicos no dirección, intentaron formalizar esa primera entrega. A raíz del nombramiento de don Melchor Lamana Navascués, funcionario del Cuerpo Facultativo de Archivos y Bibliotecas, como director del Archivo Histórico Provincial de Jaén, se lleva a cabo la organización científica de esos fondos en un local cedido por el Ayuntamiento de Jaén en la calle Julio Ángel.
Como consecuencia de la nueva situación se recibieron los protocolos centenarios de los distritos de Alcalá la Real, Huelma y la Carolina, así como los libros de las Contadurías de hipotecas de Andújar, la Carolina y Jaén.
La Delegación del Ministerio de Hacienda transfirió su fondo histórico: Intendencia, Única Contribución, que incluye el Catastro del Marqués de la Ensenada, Colonización de Sierra Morena y Administración Provincial de Rentas.
El AHPJ se trasladó en el año 1973 a la llamada "Casa de la Cultura", donde compartía edificio con la Biblioteca Pública del Estado. Nuevamente tuvo capacidad para recibir fondos procedentes de la Comisaría de Abastecimientos y Transportes, distritos notariales de Cazorla, Linares, Martos y Villacarrillo, libros de Contaduría de Hipotecas de Linares, Juzgado de Distrito de Jaén, Delegación de Estadística y de la Delegación de Hacienda. En 1977 se publica el decreto de creación legal del AHPJ.
La precariedad de espacio obligó a depositar en el suelo del sótano la mayoría de los fondos ingresados, de ahí que no fueran accesibles. Esta circunstancia, junto también colapso en el crecimiento de la Biblioteca del Estado, lleva al Ministerio de Cultura a buscar nuevo y definitivo edificio para el AHPJ, las gestiones culminaron en la cesión del uso del Real Convento de Santa Catalina Mártir, de la Orden de Santo Domingo, propiedad de la Diputación Provincial.
La adaptación del edificio para albergar el AHPJ correspondió al arquitecto Luis Berges Roldán. Con esta adaptación y rehabilitación pretendía recuperar un edificio emblemático de la ciudad y dotar a la provincia de Jaén de un archivo de 7.089 metros cuadrados de los cuales 2.515 corresponden a depósitos. El traslado y su inmediata puesta funcionamiento se realizaron en julio de 1989, si bien de manera oficial fue inaugurado el día 30 de noviembre del mismo año. Desde esa fecha el AHPJ ha recibido documentación de los distintos organismos de la Administración Pública. El Archivo Histórico Provincial de Jaén es de titularidad estatal y gestión autonómica.

## Edificio

### Fachada
La fachada de la entrada principal, en la calle Santo Domingo, fue diseñada por Alonso Barba en 1582, se estilo es manierista. La portada es toscana y sobre ella hay tres hornacinas con las imágenes de Santa Catalina, Santo Tomás y Santo Domingo, cerrándose con un frontón curvo con óculo en el tímpano. Todo el espacio se encuadra por un entablamento sostenido por columnas corintias, cerrándose el conjunto con un frontón triangular con el escudo de la Orden. 

### Iglesia
Presenta una fachada renacentista en la calle de los Uribe. La iglesia, del siglo XVI, es de una sola nave de planta rectanguar con tres tramos, cubierta con bóvedas de media naranja sobre pechinas y bóveda de nervios antiguamente poseía unas bóvedas pintadas al fresco de notable valor artístico que han sido retiradas para mejorar su conservación. 
La capilla de la cabecera es poligonal, cubierta con bóveda nervada de estilo gótico tardío, presenta, además del presbiterio, dos capillas laterales.

### Claustro

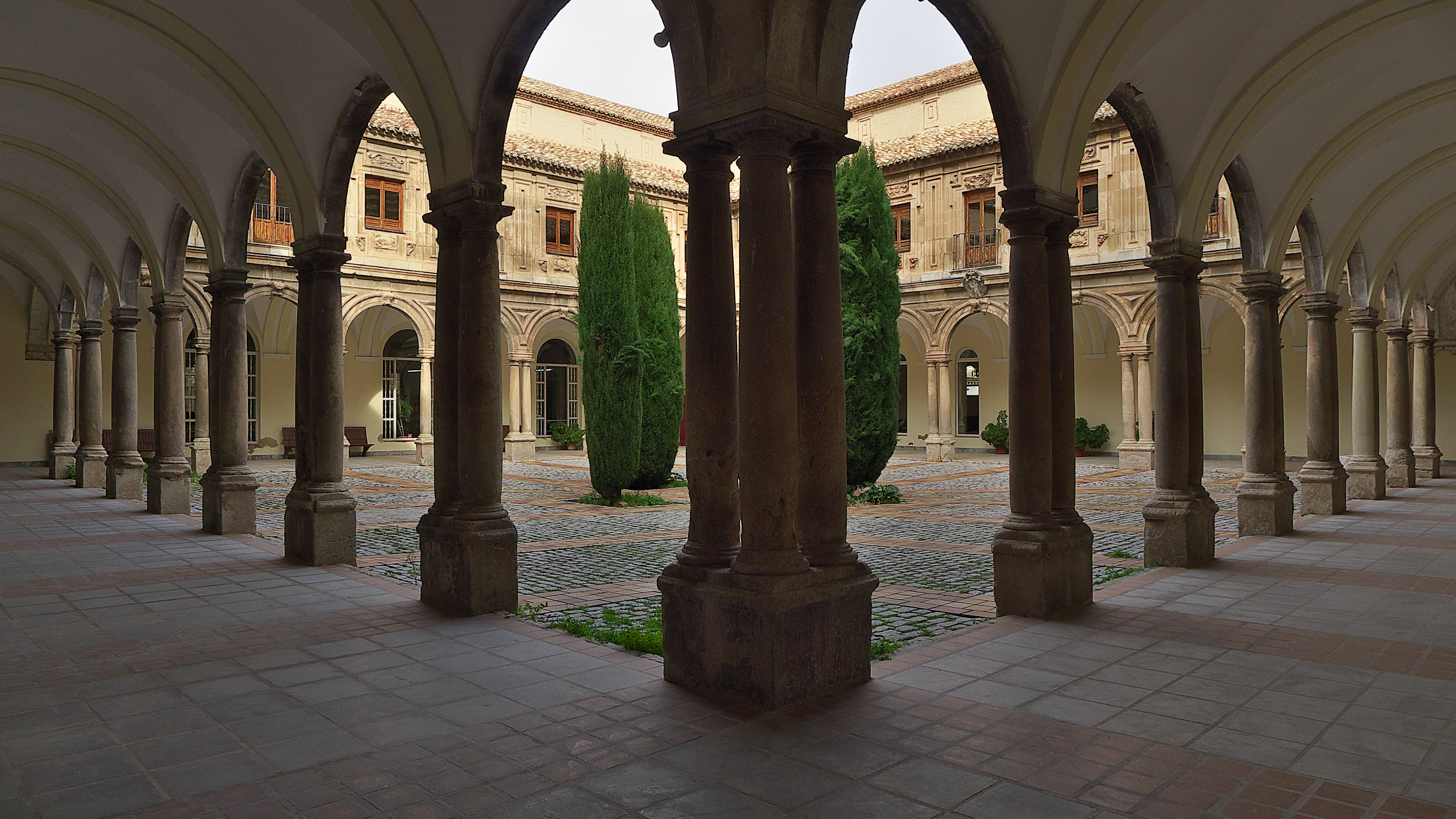
Claustro conventual

Está considerado el mejor la ciudad. Fue construido en la segunda mitad del siglo XVI, su planta es cuadrada de 30 metros de lado y los arcos de sus galerías son arcos de medio punto sobre columnas pareadas de orden toscano, salvo en los ángulos en que coinciden tres soportes. Consta de 60 columnas y 28 arcos. Las galerías están cubiertas con bóvedas de medio cañón con lunetos.
El cuerpo superior ofrece alternados vanos abalconados con elementos decorativos vegetales y ventanas con decoración alegórica, sumando 16 ventanas y 12 balcones. Sobre la clave de los arcos centrales de cada costado se encuentran los escudos de la Casa de Austria, Orden de Santo Domingo, Fray Francisco de Vitoria y Don Juan Cerezo. 

Escudo de la Casa de Austria.
Escudo de la Orden de Santo Domingo.